# سیارک ۱۹۸۵۵
سیارک ۱۹۸۵۵ (به انگلیسی: 19855 Borisalexeev، نامگذاری:2000UE6) نوزده هزار و هشتصد و پنجاه و پنجمین سیارک کشف شده‌است که در ۲۴ اکتبر ۲۰۰۰ کشف شد.
قدر مطلق سیارک برابر ۱۷.۰ است.